# Fermont
Fermont è un comune del Canada di 2.474 abitanti, situato nella provincia del Québec, nella regione di Côte-Nord.

## Storia
Fermont (contrazione dei ternini in lingua francese Fer e  Mont", con il significato di montagna di ferro)  venne fondata come città aziendale all'inizio degli Anni Settanta del Novecento per lo sfruttamento dei ricchi giacimenti di ferro del Mont Wright, che si trova circa 25 chilometri (16 mi) ad ovest dalla cittadina.

## Società

### Evoluzione demografica
| Anno | abitanti |
| ---- | -------- |
| 1991 | 3 735    |
| 1996 | 3 234    |
| 2001 | 2 918    |
| 2006 | 2 633    |
| 2011 | 2 874    |
| 2016 | 2 474    |

(Fonte: Recensement du Canada)